# Рейтаун (Міссурі)
Рейтаун (англ. Raytown) — місто (англ. city) в США, в окрузі Джексон штату Міссурі. Населення — 30 012 особи (2020).

## Географія
Рейтаун розташований за координатами 38°59′42″ пн. ш. 94°27′54″ зх. д. / 38.99500° пн. ш. 94.46500° зх. д. (38.995094, -94.464988).  За даними Бюро перепису населення США в 2010 році місто мало площу 25,82 км², з яких 25,72 км² — суходіл та 0,11 км² — водойми.

## Демографія
Згідно з переписом 2010 року, у місті мешкало 29 526 осіб у 12 104 домогосподарствах у складі 7701 родини. Густота населення становила 1143 особи/км².  Було 13276 помешкань (514/км²).
Расовий склад населення:
| - 67,7 % — білих - 25,1 % — чорних або афроамериканців - 1,0 % — азіатів - 0,5 % — корінних американців - 0,2 % — вихідців з тихоокеанських островів - 1,9 % — осіб інших рас |

До двох чи більше рас належало 3,5 %. Частка іспаномовних становила 5,1 % від усіх жителів.
За віковим діапазоном населення розподілялося таким чином: 23,1 % — особи молодші 18 років, 60,7 % — особи у віці 18—64 років, 16,2 % — особи у віці 65 років та старші. Медіана віку мешканця становила 40,3 року. На 100 осіб жіночої статі у місті припадало 89,6 чоловіків;  на 100 жінок у віці від 18 років та старших — 85,6 чоловіків також старших 18 років.
Середній дохід на одне домашнє господарство  становив 57 708 доларів США (медіана — 49 139), а середній дохід на одну сім'ю — 66 312 долари (медіана — 59 392). Медіана доходів становила 42 718 доларів для чоловіків та 35 084 долари для жінок. За межею бідності перебувало 13,9 % осіб, у тому числі 23,0 % дітей у віці до 18 років та 5,8 % осіб у віці 65 років та старших.
Цивільне працевлаштоване населення становило 13 705 осіб. Основні галузі зайнятості: освіта, охорона здоров'я та соціальна допомога — 21,9 %, роздрібна торгівля — 12,1 %, науковці, спеціалісти, менеджери — 11,5 %, виробництво — 11,0 %.